# Esarcus besucheti
Esarcus besucheti är en skalbaggsart som beskrevs av Dajoz 1964. Esarcus besucheti ingår i släktet Esarcus och familjen vedsvampbaggar. Inga underarter finns listade i Catalogue of Life.